# 4-й Полевой переулок
Четвёртый Полево́й переу́лок — переулок, расположенный в Восточном административном округе города Москвы на территории района Сокольники.

## История
Переулок получил своё название в конце XIX века по расположению на территории Сокольнического поля.

## Расположение
4-й Полевой переулок проходит от 1-го Полевого переулка на юго-запад до Сокольнической площади, пересекая 2-й Полевой переулок.

## Примечательные здания и сооружения
По нечётной стороне:
По чётной стороне:

## Транспорт

### Трамвай
- Трамвайное кольцо «Сокольническая застава» с одноимённой остановкой трамвайных маршрутов № 4л, 4пр: проходит по 4-му Полевому переулку, улице Олений Вал и участку 2-го Полевого переулка между ними; является конечной для маршрутов № Б, 25, 45.

### Метро
- Станция метро «Сокольники» Сокольнической линии и «Сокольники» Большой кольцевой линии (соединены переходом) — юго-западнее переулка, на Сокольнической площади.